# Serra da Imburana
Serra da Imburana är en kulle i Brasilien.   Den ligger i kommunen Canindé och delstaten Ceará, i den östra delen av landet, 1 600 km nordost om huvudstaden Brasília. Toppen på Serra da Imburana är 422 meter över havet, eller 17 meter över den omgivande terrängen. Bredden vid basen är 0,21 km.
Terrängen runt Serra da Imburana är kuperad västerut, men österut är den platt. Runt Serra da Imburana är det glesbefolkat, med 14 invånare per kvadratkilometer..
Omgivningarna runt Serra da Imburana är huvudsakligen savann.